# Alfian bin Sa'at
Alfian bin Sa'at (Singapour 18 juillet 1977) est un écrivain, dramaturge et poète singapourien, enfant terrible de la littérature de son pays, il est connu pour ses œuvres provocantes.
C'est un musulman malais d’ascendances hakka (sud de la Chine), javanaise et minangkabau (ouest de Sumatra).

## Biographie
Il est élève à la Tampines Primary School, la Raffles Institution, et le Raffles Junior College. Alfian a été le président des sociétés de théâtre de RI et RJC et a participé aux programmes créatifs de ces organisations,. Lors de ses deux années au RJC, Alfian a reçu le Kripalani Award pour une remarquable contribution artistique.

### Carrière
Il publie en  1998 son premier recueil de poèmes, qui obtient de bonnes critiques. Un an plus tard, son livre de contes, Corridor, gagne le  Singapore Literature Prize et est adapté pour la télévision. Ses pièces de théâtre ont été jouées en Malaisie et à Singapour, il travaille pour la troupe de théâtre W!LD RICE.

## Œuvres

### Théâtre

#### en anglais
- Fighting (1994)
- Black Boards, White Walls (1997)
- Yesterday My Classmate Died (1997)
- sex.violence.blood.gore (avec Chong Tze Chien) (1999)
- Asian Boys Vol. 1 (2000)
- What's The Difference?(2001)
- Don't Say I Say (2001)
- Poppy dot dream (2001)
- The Corrected Poems of Minah Jambu (2001)
- The Optic Trilogy (2001)
- 7 Ten: Seven Original 10-minute Plays: Not In (2003)
- Landmarks: Asian Boys Vol. 2  (2004)
- Tekka Voices (2004)
- Mengapa Isa? (2004)
- The Importance of Being Kaypoh (2005)
- Harmony Daze (2005)
- Confessions of 300 Unmarried Men: Blush(2006)
- Homesick(2006)
- Happy Endings: Asian Boys Vol 3 (2007)
- Snow White and the Seven Dwarfs (2008)
- Beauty And The Beast (2009)
- Cooling Off Day (2011)
- Cook a Pot of Curry (2013)
- Monkey Goes West (2014)

#### en malais
- Deklamasi Malas (1997)
- Dongeng (1997)
- Anak Bulan di Kampung Wa' Hassan (1998)
- Madu II (1998)
- Causeway (1998)
- The Miseducation of Minah Bukit (2001)
- Tapak 7 (2001)
- Minah & Monyet (2003)

#### en mandarin
- Fugitifs (失控)(avec Ng How Wee) (2002)

### Poésie
- One Fierce Hour (Landmark Books, 1998)  (ISBN 981-3065-18-4)
- A History of Amnesia (Ethos Books, 2001)  (ISBN 981-04-3704-8)

### Prose

#### en français
- Nouvelles de Singapour (Éditions Magellan, 2014)  (ISBN 978-2-3507424-9-6)
- Saynètes Malaises (Éditions Jentayu, 2015),  (ISBN 978-2-9549892-1-1)

#### en anglais
- Corridor (SNP, 1999)  (ISBN 981-4032-40-9)

#### en malais
- Bisik: Antologi Drama Melayu Singapura (Whisper: Anthology of Malay Singaporean Drama) (Pustaka Cipta, 2003)

## Prix
- 1995 - Kripalani Award for Outstanding Contribution to Creative Arts
- 1998 - Commendation Award by the Malay Language Council for Causeway
- 1999 - Singapore Literature Prize Commendation Award
- 2001 - Golden Point Award for Poetry
- 2001 - Young Artist Award for Literature
- 2005 - Life! Theatre Awards for Best Script for Landmarks: Asian Boys Vol. 2
- 2006 - FRONT Award

## Liens
- Saynètes Malaises - Entretien avec Alfian bin Sa'at sur le site de la revue Jentayu
- Recklessness over Paralysis - Interview by Sintercom
- Deny Thy Country, Young Man - Interview by Audrey Lim
- Notices d'autorité :   - VIAF
  - ISNI
  - BnF (données)
  - IdRef
  - LCCN
  - GND
  - Pays-Bas
  - Suède
  - WorldCat

- IMDb